# Espen Arvesen
Espen Arvesen (ur. 25 kwietnia 1980) – norweski snowboardzista. Nie startował na igrzyskach olimpijskich. Zajął 46. miejsce w halfpipe’ie na mistrzostwach świata w Madonna di Campiglio. Najlepsze wyniki w Pucharze Świata osiągnął w sezonie 2000/2001, kiedy to zajął 65. miejsce w klasyfikacji generalnej. Jest brązowym medalistą mistrzostw świata juniorów w hlafpipe'ie z 1999 r.
W 2002 r. zakończył karierę.

## Sukcesy

### Mistrzostwa Świata
| Miejsce | Dzień       | Rok  | Miejscowość          | Konkurencja | Zwycięzca        |
| ------- | ----------- | ---- | -------------------- | ----------- | ---------------- |
| 46.     | 27 stycznia | 2001 | Madonna di Campiglio | Halfpipe    | Kim Christiansen |

### Puchar Świata

#### Miejsca w klasyfikacji generalnej
- 2000/2001 - 65.

#### Miejsca na podium
1. Kronplatz – 18 stycznia 2001 (Halfpipe) - 1. miejsce